# Decca Tapes
Decca Tapes foi a primeira gravação feita pelo grupo de rock inglês The Beatles em um estúdio profissional. O álbum não foi lançado na época porque a gravadora Decca não assinou contrato com os Beatles. O álbum é encontrado na versão bootleg somente.

## História do Álbum
Já como empresário dos Beatles, Brian Epstein era muito conceituado no mundo dos discos, por ser dono de uma das melhores lojas de disco do Norte. Seu prestígio com a gravadora Decca era muito bom e ele conseguiu que enviassem um encarregado de Artistas e Repertórios (A&R) para ouvir os Beatles no Cavern Club em Liverpool. A Decca enviou Mike Smith no final de 1961.
Mike Smith gostou muito do que ouviu e prometeu arranjar a ida deles para Londres para que dessem uma audição nos estúdios da Decca. Esta audição serviria para conhecer o grupo, ouvir o som e ver como ficava depois de gravado.
Para chegar a Londres, os Beatles utilizaram uma camioneta alugada por Neil Aspinall, levando instrumentos e amplificadores, mas que na hora da apresentação não valeram de nada, pois o pessoal da gravadora preferiu que fosse usados os disponíveis no estúdio.
Exatamente no dia 1º de Janeiro de 1962 os Beatles entraram nos estúdios da Decca. George Harrison cantou com perfeição a música Sheik Of Araby e Paul McCartney cantou Red Sails In The Sunset e Like Dreamers Do. Paul, como todos, estava muito nervoso e acabou desafinando durante suas interpretações.
O final da gravação foi às duas da tarde e todos ficaram satisfeitos com o resultado. Mike Smith afirmou que as fitas tinham ficado "um estouro".
Eles tinham certeza de que seriam contratados e semanas se passaram a espera de um chamado da gravadora.
O repertório foi selecionado por Epstein, para mostrar a performance do grupo, com 15 músicas em um espaço de uma hora, diante dos representantes da Decca Records A&R, mas a apresentação não foi tão produtiva quanto esperavam.
Em Março, Brian recebeu a notícia de Dick Rowe (chefão da Decca) de que tinham resolvido não gravar os Beatles, alegando que grupos de Rock com guitarra em breve estariam fora de moda. Brian respondeu então "que estava completamente convencido de que aqueles garotos seriam maiores do que Elvis Presley".
A partir daí, os Beatles realizaram uma longa peregrinação por diversas gravadoras, tais como a Pye, Columbia, HMV e EMI e foram recusados em todas elas, inclusive por gravadoras menores.
Enfim, fizeram novo teste na Parlophone Records, que fazia parte da EMI, e George Martin finalmente avisou Brian, em Julho de 1962, que os Beatles iriam assinar contrato com a Parlophone e eles agora deveriam selecionar o material a ser gravado.
A grande coincidência é que os estúdios da Decca em Hampstead fica a menos de 3 kilómetros do Abbey Road Studios em St. John's Wood. Estúdio onde eles viriam a gravar os maiores sucessos de sua carreira.
As fitas desta audição somente foram divulgadas 20 anos mais tarde, em 1982.

## Componentes da Banda
- John Lennon- Guitarra e Vocais
- Paul McCartney - Baixo e Vocais
- George Harrison - Guitarra solo e Vocais
- Pete Best - Bateria

## Músicas do Álbum
1. Like Dreamers Do - (Lennon/McCartney)2:38 - Vocal: Paul
2. Money (That's What I Want)- (Bradford/Gordy)2:25 - Vocal: John
3. Till There Was You - (Wilson)3:01 - Vocal: Paul
4. The Sheik Of Araby - (Smith/Snyder/Wheeler)1:43 - Vocal: George
5. To know Her Is To Love Her - (Spector)2:37 - Vocal: John
6. Take Good Care Of My Baby - (Goffin/King)2:29 - Vocal: George
7. Memphis Tennesse - (Berry)2:22 - Vocal: John
8. Sure to Fall (In Love With You) - (Perkins/Claunch/Cantrell)2:04 - Vocal: Paul
9. Hello Little Girl - (Lennon/McCartney)1:41 - Vocal: John
10. Three Cool Cats - (Leiber/Stoller)2:26 - Vocal: George
11. Crying, Waiting, Hoping - (Holly)2:04 - Vocal: George
12. Love Of The Loved - (Lennon/McCartney)1:53 - Vocal: Paul
13. September In The Rain - (Warren)1:57 - Vocal: Paul
14. Besame Mucho - (Velazquez/Skylar)2:41 - Vocal: Paul
15. Searchin - (Leiber/Sroller)3:06 - Vocal: Paul

Total Duração : 35:18 min
{[Referências}}